# Рябий пес, що біжить краєм моря
«Рябий пес, що біжить краєм моря» (рос. «Пегий пес, бегущий краем моря») — український радянський двосерійний драматичний художній фільм 1990 року режисера Карена Геворкяна; екранізація однойменного роману Чингіза Айтматова.
Займає 68-70-у позицію у списку 100 найкращих фільмів в історії українського кіно.
Герої фільму — представники маленької північної народності нівхи.

## Історія створення
Карен Геворкян роботи над екранізацією роману Чингіза Айтматова наполегливо добивався майже десять років. У 1978 році стрічку почали знімати на кіностудії «Ленфільм», проте згодом за рішенням художньої ради її виробництво зупинили. Поновили роботу над стрічкою лише в 1986 році на Київській кіностудії імені Олександра Довженка. Зйомки фільму тривали чотири роки.

## Сюжет
Десятирічний хлопчик разом з дідом, батьком і дядьком вперше виходить на промисел. Але мисливців на тюленів підстерігає біда: над морем нависає туман, і вони не бачать берегу. Коли запаси їжі добігають кінця, чоловіки вирішують ціною свого життя зберегти життя хлопчика…

## У ролях
- Баярто Дамбаєв — син
- Олександр Сасиков — дід
- Досхан Жолжаксинов — батько
- Токон Даїрбеков — дядько
- Людмила Іванова

## Творча група
- Сценарій: Карен Геворкян, Толомуш Океєв, Чингіз Айтматов
- Режисер: Карен Геворкян
- Оператор: Ігор Бєляков, Карен Геворкян, Рудольф Ватинян
- Композитор: Шандор Каллош